# Dean Bombač
Dean Bombač, slovenski rokometaš, * 4. april 1989, Koper. 
Bombač je 188 cm visoki igralec rokometa, ki igra na zunanjih položajih. 

## Igralna kariera

### Klub

#### Do 2013: Cimos Koper
Koprčan Bombač je do leta 2007 igral za mladinsko ekipo Kopra, ki se je takrat imenoval RK Cimos Koper. Od leta 2007 dalje je igral za člane in v sezoni 2008-09 prvič zaigral na najmočnejšem evropskem klubskem tekmovanju, Ligi prvakov in tam na šestih tekmah dosegel deset zadetkov. V sezoni 2010-11 so igrali v pokalu Challenge in Dean je na desetih tekmah zabil 38 golov ter s tem pomembno prispeval k zmagoslavju Cimosa v tem tekmovanju, potem ko je na dveh finalnih srečanjih dosegel osem zadetkov.
Leta 2011 se je veselil osvojitve naslova slovenskih državnih prvakov, prvega za Koprčane. Tako je v evropski sezoni 2011-12 ponovno igral v ligi prvakov in tam na štirinajstih tekmah dosegel 46 zadetkov in s tem prispeval v uvrstitvi v četrtfinale kjer so nato izpadli. V zadnji sezoni v Kopru so igrali tudi v pokalu EHF in tam je na šestih srečanjih zadel šestindvajsetkrat.

#### Od 2013: v tujini
Leta 2013 se je preselil v prestolnico Belorusije, Minsk. Tam je igral za Dinamo Minsk, toda ni dočakal konca sezone. Prej se je preselil v Francijo v tamkajšnji Pays d’Aix. Zatem je odšel na Madžarsko v Pick Szeged. Tam je v sezoni 2014-15 igral v ligi prvakov in na štirinajstih tekmah dosegel 69 zadetkov, potem ko so v četrtfinalu naposled izpadli proti nemškemu Kielu. V sezoni lige prvakov 2015-16 je na šestnajstih srečanjih zabil tedaj svoj rekordni 101 gol, od tega jih je največ na posamični tekmi dosegel kar trinajst ter dvakrat po enajst.
Leta 2016 se je ponovno preselil, tokrat na Poljsko k aktualnemu evropskemu prvaku Kielcam. Tam igra skupaj še z enim slovenskim legionarjem Urošem Zormanom, ki je tam že od prej. 

### Reprezentanca

#### Mladinci
Leta 2009 je bil med najboljšimi igralci za slovensko mladinsko reprezentanco starosti do 21 let, ki je na Mladinskem svetovnem prvenstvu zasedla tretje mesto in osvojila bronasto medaljo. Na tem turnirju je bil s 44 goli tretji strelec slovenske ekipe, pred njim sta bila le David Razgor in Jure Dolenec.

#### Člani
Za Slovenijo je nastopal na EP 2012. V postavi je bil tudi leta 2016 za Olimpijske igre v Riu. Nastopu na Svetovnem prvenstvu 2017 se je moral odpovedati zaradi poškodbe, potem ko se je sicer udeležil priprav, toda prisiljen jih je bil prekiniti in se odpovedati igranju na tem velikem tekmovanju.